# Élections municipales vénézuéliennes de 2017
Les élections municipales vénézuéliennes de 2017 ont lieu le 10 décembre 2017 afin de désigner les maires des municipalités du Venezuela.

## Contexte
Des manifestations éclatent à partir de décembre 2014, un an après la défaite de la MUD aux élections municipales.
Lors des élections législatives de décembre 2015, l'opposition au régime de Nicolás Maduro devient majoritaire au Parlement. Depuis cette élection le gouvernement et la Cour suprême empêche le travail parlementaire. Les lois votées sont annulées et les obligations de validations de décisions gouvernementales par le Parlement ne sont pas respectées. Nicolás Maduro considère ce Parlement comme illégal. En mars 2017, la Cour suprême vénézuélienne, favorable au régime de Maduro, s'est octroyée les pouvoirs du Parlement. Puis la Cour suprême a annulé sa décision devant les critiques internationales.
Le 30 juillet 2017, les élections constituantes vénézuéliennes de 2017, boycottées par la Table de l'unité démocratique, se tiennent dans le pays.
Le 15 octobre 2017, à l'inverse de ce que prédisaient les sondages, le GPP de Maduro obtient 17 États, contre 5 pour la MUD, lors d'élections régionales dont la régularité est contestée par l'opposition.

## Convocation des élections
Les élections municipales sont fixées au 10 décembre 2017,.

## Candidatures
La coalition au pouvoir, le GPP, participe au scrutin.
Plusieurs partis associés à la MUD boycottent le scrutin. Cependant, le maire de Chacao, Gustavo Chuque, préfère quitter son parti pour participer à l'élection. À l'inverse, bien que membres de la MUD, Un nouveau temps, Avanzada Progresista (en), le Mouvement vers le socialisme et la COPEI participent officiellement au scrutin,. Ainsi, certains membres des partis appelant au boycott préfèrent concourir au scrutin sous la bannière des partis cités plus haut.

## Déroulement
Le jour du vote, des stands installés à proximité des bureaux de vote enregistrent les carnets de la Patrie des électeurs.

## Résultats
Le scrutin est remporté par le GPP.
Selon le Conseil national électoral, la participation a été de 47,32 %.

## Suites
S'appuyant sur une décision de l'Assemblée nationale constituante, le président vénézuélien Nicolás Maduro déclara que les partis ayant boycotté et appelé au boycott du scrutin, ce qui est le cas de la MUD, n'auraient pas le droit de participer à l'élection présidentielle vénézuélienne de 2018.

## Analyses
Pour Eugenio Martinez, « l'absence des principaux partis politiques et l'appareil chaviste font qu’il est impossible que l'opposition puisse conserver ne serait-ce que la moitié des municipalités qu’elle contrôle ».
Luis Vicente Leon dit craindre un « scénario dévastateur » puisque « il n’y aura ni abstention massive...ni victoire significative » des dissidents de l'opposition.